# Voie banalisée
En terminologie ferroviaire française, une voie banalisée (VB) est une voie dont le niveau de sécurité procuré par les installations de sécurité qui la constituent, permettent d'y autoriser la circulation des trains, soit dans un sens, soit dans l'autre, dans des conditions de circulations quasiment identiques, sans avoir à appliquer les conditions réglementaires habituelles applicables pour l'engagement des trains en voie unique. L'appellation voie banalisée s'applique également au régime d'exploitation en vigueur sur une ligne ou sur une section de ligne dont la, ou les voies, sont dotées de l'équipement spécifique aux voies banalisées.
La ligne ou la section de ligne exploitée sous le régime de la voie banalisée peut être une ligne à une seule voie (comme les sections de ligne à voie unique de Dole – Vallorbe et de Saint-Pierre-d'Albigny à Bourg-Saint-Maurice) ou encore à une ligne (ou section de ligne) à double voie (comme les sections de ligne de Dijon-Ville à Blaisy-Bas et des Laumes-Alésia-Tonnerre). L'appellation voie banalisée peut également s'appliquer à une ou plusieurs voies d'une gare si les équipements de sécurité de cette voie satisfont aux critères de sécurité applicables à ces voies.
L’équipement en signalisation d’une ligne ou d'une section de ligne exploitée en voie banalisée ne doit pas être confondu avec celui d'une ligne à double-voie dotée d'installation permanente de contre-sens (IPCS), dont les installations de signalisation sont différentes, et la circulation des trains en sens contraire relève de cas exceptionnels (travaux, incident etc.).

## Histoire
Les premiers tronçons de voies banalisées sont situés sur des axes ferroviaires importants : de Houilles - Carrières-sur-Seine à Sartrouville en 1933, de Blaisy-Bas à Dijon en 1950, puis sur la ligne Dole - Vallorbe en 1958, lors de sa mise en grande partie à voie unique.
Un nouveau type d'équipement plus léger est mis en œuvre sur des lignes où l'installation du block automatique lumineux reste rentable, mais les installations initiales semblent trop coûteuses. En 1970, un premier essai de commande centralisée de voie de gauche est réalisé sur la ligne de Montsoult - Maffliers à Luzarches, avec block absolu par carré.

## Caractéristiques

### Équipement voie
Ligne à une seule voie
Sur une ligne à une seule voie, la voie banalisée, comme toute autre ligne à voie unique peut disposer de points de croisement/évitement répartis tout au long de la ligne. Le nombre de ces points est fonction du débit que l'on veut donner à la ligne. Les appareils de voie d'entrée/sortie de ces points peuvent autoriser des vitesses de franchissement en voie déviée à 60 km/h. Dans ce cas, la vitesse de ralentissement est signalisée sur le panneau à distance par une signalisation de ralentissement 60 et par un rappel de ralentissement 60 porté par le panneau de protection de l'aiguille d'entrée. Ces points de croisements/dépassement sont, en général, commandés à distance, avec éventuellement, selon la technologie mise en place, possibilité d’une reprise en commande locale.
Ligne à plus d'une voie
Sur une ligne à plus d'une voie, des points de changements de voie permettent aux gestionnaires des circulations, de faire passer les trains, en fonction des circonstances et des besoins, d'une voie sur l'autre voie. Les appareils de voie de ces points de changement de voie sont franchissables en voie déviée à 60 ou 90 km/h. À titre d'exemple, les 26 km séparant Dijon-Ville à Blaisy-Bas sont équipés de trois points de changement de voie (bifurcations de Plombières au km 307,3, la bifurcation. du km 292,8 et le point de changement de voie de Lantenay au km 298,1 ; tous les trois franchissables à 60 km/h.

### Équipement en signalisation

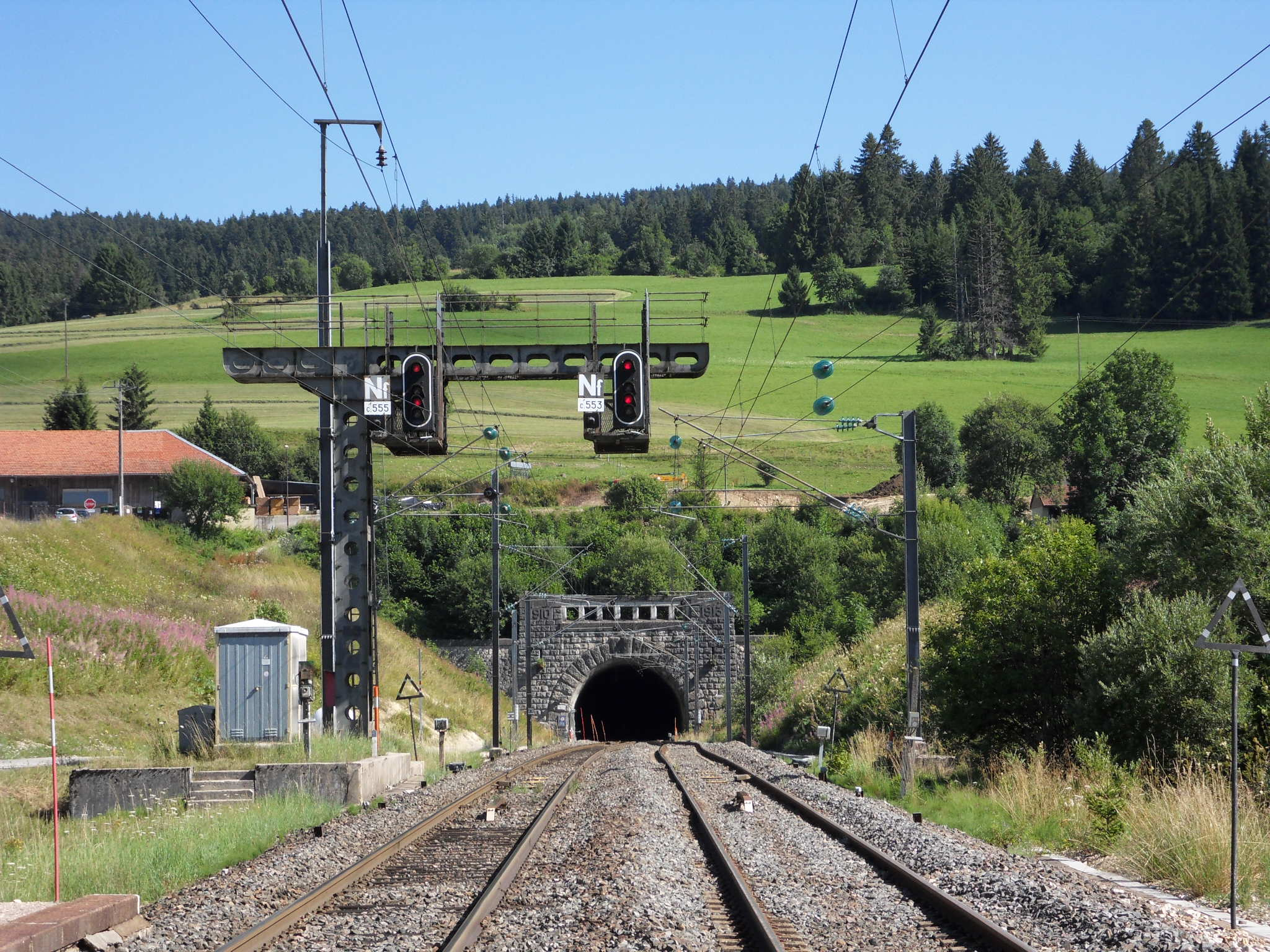
Une potence de signalisation en gare des Longevilles-Rochejean, sur la ligne à voie banalisée de Dole-Ville à Vallorbe.

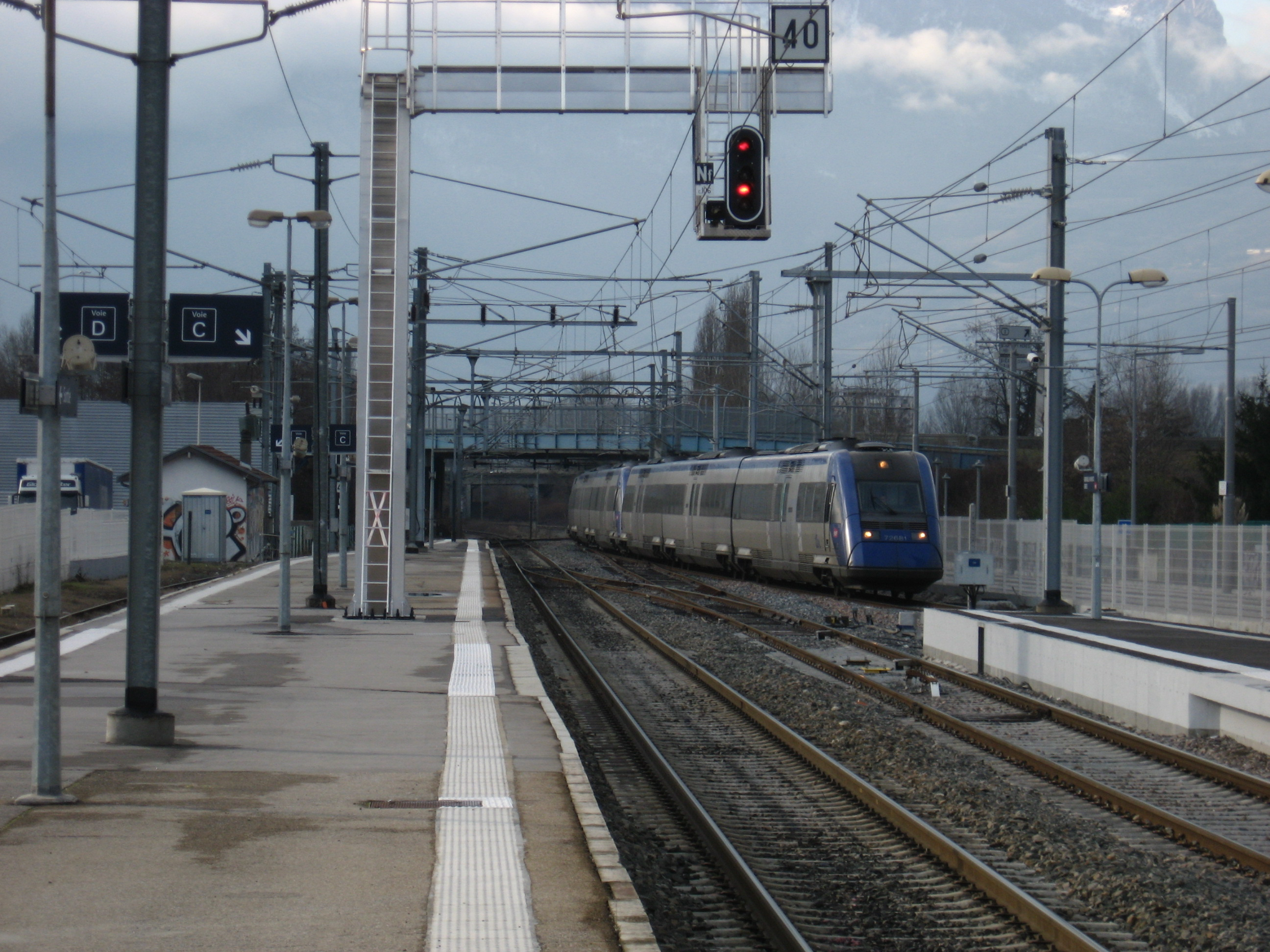
Exemple d'une potence 1 voie

La caractéristique principale de l'équipement en signalisation d'une voie banalisée repose sur l'implantation des signaux qui est faite dans le respect de la règle générale applicable à la SNCF : « les signaux sont implantés à gauche ou au-dessus de la voie à laquelle ils s'adressent », contrairement aux IPCS, où l'implantation des signaux se fait à droite. Sur les IPCS, cette dérogation à la règle générale doit être rappelée sur le terrain, au conducteur, lors de sa rentrée sur IPCS, par la présentation d'un tableau TECS, tableau d'entrée à contre-sens.)
Sur une ligne à une seule voie, le respect de la règle d’implantation des signaux à gauche n'apporte généralement pas de contrainte d'implantation et de coût particulier pour la signalisation de pleine voie. Il n'en est pas de même pour l'implantation des signaux de protection des sorties des points de croisement/dépassement d'une ligne à une voie banalisée ou sur une ligne à plusieurs voies banalisées, où le respect de cette règle impose la mise en place de coûteuses potences enjambant, pour le moins une voie, afin de supporter et présenter à gauche toute la signalisation au conducteur (panneaux de BAL, TIV, ID etc.). Cette contrainte est d’autant plus lourde que l'espacement moyen des signaux de cantonnement du block automatique est de 1 500 mètres.

### Sécurité des circulations
Prise en compte du risque « nez à nez »
Sur les voies exploitées sous le régime de la voie banalisée, comme sur toute autre voie unique, le risque de « nez à nez » est le risque supplémentaire. Sur les voies banalisées, ce risque est maîtrisé par l'intermédiaire d'installations techniques. Que la ligne soit à une seule voie ou à plusieurs voies, la sécurité des circulations sur la voie banalisée, quant à ce risque, est assurée automatiquement par la mise en œuvre d'un enclenchement dit de « voie unique » ou « de sens ». Cet enclenchement agit directement sur les signaux autorisant l'accès au parcours banalisé. Il a pour fonction essentielle de n’autoriser l’ouverture du signal carré commandant l’accès au parcours banalisé que si la totalité de la voie à parcourir est libre de tout engagement de train de sens contraire et demeurera libre.
L'équipement de sécurité installé sur les lignes à voie(s) banalisée(s) et le régime d’exploitation qui en découle dispensent l’agent chargé de la gestion des circulations d'appliquer les dispositions de sécurité réglementaires habituelles d’engagement des trains applicables sur toute autre ligne à voie unique.
Espacement des circulations
Sur ces lignes, l'espacement des circulations est assuré automatiquement, en général, par du BAL (à cantons courts) et à circuits de voie. La longueur des cantons de BAL dépend du profil de la ligne et du débit nécessaire au bon écoulement des circulations. Il peut aussi être assuré par du block automatique à permissivité restreinte (BAPR) à circuit de voie ou à compteurs d'essieux. Le choix se fait en fonction du trafic supporté, avec des règles d'exploitation similaires à la double voie.
Cas particulier des lignes à grande vitesse LGV
Au regard des faibles dépenses concernant les repères de signalisation au sol en raison du report en cabine des informations de sécurité (Cab-signal), toutes les LGV sont équipées pour être exploitées sous le régime de la voie banalisée avec des points de changement de voie répartis le long de la ligne comme en IPCS et dont c'est le seul point commun.
Contrairement à ce qui peut être indiqué par ailleurs, les LGV ne sont jamais munies d'installations de contre-sens.[réf. nécessaire]
En block manuel, la ligne est qualifiée de voie unique (VU) : sa protection relève alors d'agents qui assurent la sécurité avec une faible souplesse et un débit moins important.